# Xəlilli (Şabran)
Xəlilli è un comune dell'Azerbaigian situato nel distretto di Şabran.